# 左幸子
左幸子（日语：／ Hidari Sachiko，1930年6月29日—2001年11月7日），本名額村幸子，女，日本演员。曾获得柏林影展最佳女演員銀熊獎、藍絲帶獎最佳女主角、每日電影獎最佳女主角等奖项。